# عوني بطاش
عوني محمد حامد بطاش (أبو محمد؛ وُلد في 11 يوليو 1937 في القدس – تُوفي في 23 ديسمبر 2020 في عُمان ) سياسي ودبلوماسي فلسطيني، كان مديرًا لمكتب منظمة التحرير الفلسطينية وممثل لها لدى الكويت من اغتيال علي ناصر ياسين وحتى دخول القوات العراقية عام 1990 إلى الكويت. عاد إلى الأراضي الفلسطينية بعد اتفاقية أوسلو، وعُين في عام 1995 مديرًا عامًا في وزارة الخارجية الفلسطينية للشؤون العربية، ولاحقًا في عام 1997، عُين سفيرًا لدولة فلسطين لدى سلطنة عُمان وسلم أوراق اعتماد إلى السلطان قابوس في مايو 1998 وبقي في المنصب حتى عام 2005. جرت محاولة اغتياله في الكويت عام 1980.

## وفاته
تُوفي بطاش في 23 ديسمبر 2020 في سلطنة عُمان، ودُفن في مقبرة الخوض بولاية السيب قُرب العاصمة العُمانية مسقط.